# Hakuna matata
«Hakuna matata» es una expresión suajili que significa «no hay problema». La frase se popularizó por su uso en la película El Rey León, por lo que se ha difundido desde entonces.

## En la música
La frase ha aparecido en varias canciones. Por ejemplo, en 1982, Them Mushrooms dio a conocer la canción en suajili «Jambo Bwana» («Hola señor:), que repite la frase «Hakuna matata» en su estribillo. Unos años más tarde, también apareció en una canción en idioma inglés llamada «Jambo - Hakuna Matata» del grupo alemán Boney M. También se ha usado en canciones de Bad Bunny y Anuel AA y en la canción «Africa» de la cantante nigeriana Yemi Alade en colaboración con la banda kenyana Sauti Sol. Recientemente se usó en parte de los coros de la canción «Mago» del popular grupo de k-pop GFriend.

### El Rey León
En 1994 la película de animación de Walt Disney Animation Studios El Rey León trajo el reconocimiento internacional a la frase, con un lugar destacado en la trama y dedicando una canción y un sencillo a la misma. La canción resultó enormemente popular.
Un suricata y un facóquero, llamados Timón y Pumba, respectivamente, enseñan al personaje principal, un cachorro de león llamado Simba, que debe olvidar su pasado turbulento y vivir en el presente. La canción fue escrita por Elton John (música) y Tim Rice (letra), quienes encontraron el término en un libro de frases en suajili.
Fue nominado a la Mejor Canción Original en los Premios de la Academia de 1994, perdiendo por la canción Can You Feel the Love Tonight, una de las tres canciones nominadas de la misma película (la tercera canción fue Circle of Life). Más tarde se situó en el número 99 en la AFI's 100 años... 100 canciones del American Film Institute, siendo a la vez la cuarta canción de Disney Studios en el listado.
A finales de 1995, el sencillo se ubicaba en la 35° posición en el Belgian (Wallonia) Singles Chart, en el puesto número 81 en el Dutch Top 40, y el puesto número 27 en el French Singles Chart.
En Francia, el 22 de diciembre de 1995 recibió la certificación en plata por las 125.000 unidades vendidas.
La canción volvió a ser utilizada en la serie animada Timón y Pumba (un spin off de la película), emitida originalmente entre 1995 y 1999.
En 2004 se estrenó la película El rey león 3: Hakuna Matata, donde reaparece la frase.
En 2013, aparece el grupo de música llamado Hakuna Group Music, inspirándose en la frase para darle el nombre a la banda.

#### Posición en listas
| País (lista)                                    | Posición |
| ----------------------------------------------- | -------- |
| Alemania                                        | 77       |
| Bélgica (Flandes)                               | 46       |
| Bélgica (Valonia)                               | 6        |
| Estados Unidos (Bubbling Under Hot 100 Singles) | 5        |
| Estados Unidos (Hot Adult Contemporary Tracks)  | 26       |
| Francia                                         | 7        |
| Países Bajos                                    | 11       |
| Suiza                                           | 32       |